# David Alaba
David Alaba (født 24. juni 1992 i Wien) er en østrigsk fodboldspiller, som spiller for Real Madrid. Han har tidligere i seniorkarrieren repræsenteret Hoffenheim. Det var i 2008, at Bayern München hentede ham i Austria Wien. I 2010/11 sæsonen var han lejet ud til Hoffenheim. Siden har han etableret sig som fast mand hos Bayern og var blandt andet med til at slå Borussia Dortmund i kampen om Champion's League trofæet i 2013. Alaba underskrev en kontrakt med Bayern München, der gjaldt frem til 2021 og skiftede derefter til Real Madrid på en 5-årig aftale efter Europamesterskabet i fodbold 2020.
I 2009 debuterede Alaba på det østrigske landshold i en kamp mod Frankrig og har siden været en integreret del af landsholdet.
Succesen på klubniveau har manifesteret sig i personlig hæder for Alaba, da han tre gange i træk (2011-2013), er blevet kåret til årets fodboldspiller i Østrig.